# Вировитичка жупанија
Вировитичка жупанија (лат. Comitatus Verovitiensis; мађ. Verőce vármegye) била је жупанија у Краљевини Хрватској и Славонији унутар Земаља Круне Светог Стефана у доба Аустроугарске монархије. Главни град жупаније првобитно је била Вировитица, а од краја 18. века Осијек.

## Географија
Вировитичка жупанија граничила је с угарским жупанијама Шомођом, Барањском и Бачко-бодрошком жупанијом, те хрватско-славонским жупанијама Бјеловарско-крижевачком, Пожешком и Сремском. Жупанија се протезала уз јужну обалу реке Драве, све до њеног ушћа у Дунав. Покривала је површину од 4867 km².

## Историја
Вировитичка жупанија се у историјским изворима помиње почевши од 13. века, као једна од жупанија у саставу Краљевине Угарске. Тешко је пострадала током 16. века у време турског освајања. Након ослобођења од турске власти крајем 17. века била је под коморском и војном управом, а поновно је успостављена 1745. године. Након Хрватско-угарске нагодбе из 1868. године, остала је у саставу Краљевине Хрватске и Славоније, а одлуком Хрватског сабора из 1918. године, којом су раскинуте све државно-правне везе с Аустријом и Угарском, постала је делом Краљевине СХС. Наставила је да постоји као административна јединица све до увођења нове обласне организације (1921-1924), када је ушла у састав Осјечке области.

## Становништво
Према попису из 1910. године, жупанија је имала 272 430 становника, а говорили су следеће језике:
- Хрватски језик: 137 394
- Српски језик: 46 658
- Немачки језик: 40 766
- Мађарски језик: 37 656
- Словачки језик: 3 691

## Административна подела
Почетком 20. века, Вировитичка жупанија била је подељена на следеће котареве:
| Котареви        | Котареви     |
| Котар           | Средиште     |
| --------------- | ------------ |
| Доњи Михољац    | Доњи Михољац |
| Ђаково          | Ђаково       |
| Осијек          | Осијек       |
| Нашице          | Нашице       |
| Слатина         | Слатина      |
| Вировитица      | Вировитица   |
| Жупанијски град |              |
| Осијек          |              |